# Zygodon polyptychus
Zygodon polyptychus är en bladmossart som beskrevs av Cardot in Brotherus 1925. Zygodon polyptychus ingår i släktet ärgmossor, och familjen Orthotrichaceae. Inga underarter finns listade i Catalogue of Life.